# 애프터 데스
《애프터 데스》(AfterDeath)는 영국에서 제작된 로빈 슈미트 감독의 2014년 공포, SF, 스릴러 영화이다. 미란다 레이슨 등이 주연으로 출연하였다.

## 출연

### 주연
- 미란다 레이슨
- 샘 킬리
- 다니엘라 케르테스